# M1910/34 152mmカノン砲

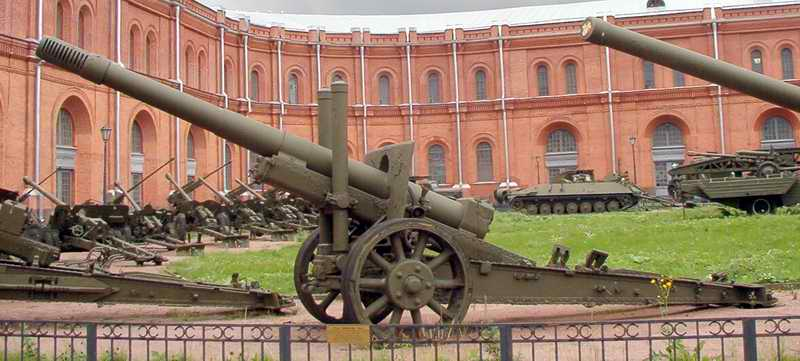
M1910/34 152mmカノン砲。外見はML-20によく似ている。

M1910/34 152mmカノン砲（露: 152-мм пушка образца 1910/34 годов）とは、M1910/30 152mmカノン砲を改良したM1910/30 152mmカノン砲の砲身をM1931 122mmカノン砲の砲架に搭載したソビエト連邦のカノン砲である。仰角が45°まで取れるため、榴弾砲に分類されることもある。

## 開発
赤軍は1920年代末に、第一次世界大戦前にロシア帝国が採用した火砲に積極的な近代化改修を行っており、その一環としてM1910 152mmカノン砲に改良を加えたM1910/30 152mmカノン砲を製造した。しかし、第一次世界大戦前に設計された火砲の特徴として、M1910/30は砲架が単脚式であるために水平射角が狭いうえに車軸にサスペンションがないため自動車による高速牽引が不可能であり、高い機動力を必要とする新時代の戦争に対応しきれないことが懸念された。
そこでM1910/30用の砲身と駐退復座機を、ロシア革命後のソ連が初めて独自に設計した火砲であるM1931 122mmカノン砲の新型砲架に搭載させることが決定され、改良を重ねた結果1934年には制式採用にこぎつけた。

## 概要
M1910/34は砲身と尾栓と駐退復座機についてはM1910/30と同一のものが使用されているが、砲架はM1931 122mmカノン砲用に新規設計されたリーフスプリング式サスペンション付き開脚式砲架が採用されている。
新型砲架と組み合わせたことにより、仰角が45°にまで増強されたほか、左右射角も4°30′から58°にまで拡大した。車軸にリーフスプリング式サスペンションを装備したことにより自動車による高速牽引にも対応可能となったが、車輪はゴムタイヤではなく金属製車輪にゴムを張り付けたものである。牽引時には、砲身を後退位置で固定する。
1934年から1937年にかけて275門が製造されたが、1937年には仰角を65度まで取れる改良型砲架に同じ砲身を搭載させたML-20 152mm榴弾砲が開発されたために製造終了となった。

## 運用
M1930/34は主に軍団司令部直属の砲兵連隊に配備されたが、ノモンハン事件や冬戦争には投入されなかった。大祖国戦争勃発時には146門から275門が残されていたが、外見も性能も殆どML-20と区別が付かなかったため、M1930/34のみの戦歴は不明である。
ドイツ国防軍は少数のM1930/34を鹵獲し、15,2 cm K.433/2(r).（ロシア製433/2型 15.2cmカノン砲）として運用した。

## スペック
- 口径：152.4mm
- 全長：8.10m
- 全幅：2.34m
- 重量：7,100kg（戦闘時）/7,820kg（牽引時）
- 砲身長：4,405mm（29口径、薬室を含む）
- 仰俯角：-4°~+45°
- 左右旋回角：58°
- 運用要員：9名
- 発射速度：3~4発/分（最大）
- 射程：m（標準榴弾）
- 生産期間：1934年~1937年
- 生産総数：275門